# Belron
Belron International Ltd ist eine internationale Unternehmensgruppe südafrikanischen Ursprungs, die Dienstleistungen im Bereich Fahrzeugglas anbietet (Neueinbau, Reparatur, Schadensregulierung), überwiegend unter der Marke Carglass; seit 1999 ist Belron Teil der belgischen D’Ieteren-Gruppe.

## Geschichte
Seinen Ursprung hat das Unternehmen in Kapstadt, Südafrika, gegründet 1897 durch die Glashändler Jacobs & Dandor in Kapstadt. Es firmierte seit 1898 unter Plate Glass. 1927 entstand erstmals die Sektion Fahrzeugglas innerhalb des Unternehmens. Plate Glass kaufte 1971 Windscreens O’Brien, den australischen Marktführer im Bereich Fahrzeugglas, und setzte sein Wachstum durch Expansion fort.
1982 wurde Plate Glass im Rahmen einer Umstrukturierung in Solaglas umbenannt. 1983 erwarb Solaglas die Firmen Windshields Group sowie Autoglass in Großbritannien und expandierte 1987 nach Kontinentaleuropa durch die Unternehmensübernahme der Firmen Carglass NV und Aardie NV in Belgien sowie Carglass Nederland BV in den Niederlanden.
Solaglas wurde 1990 in Belron umbenannt. Im selben Jahr erfolgten Übernahmen in Frankreich und Deutschland, zwei Jahre später in Portugal. 1992 wurde Belron durch die Plate Glass Group der South African Breweries übernommen, die ihre Mehrheitsbeteiligung 1999 an den belgischen Konzern D’Ieteren, der insbesondere in den Bereichen Fahrzeugvertrieb und Kurzzeitautovermietung tätig ist, veräußerte.
Bis zum Februar 2018 wurde ein Anteil von 40 Prozent an Belron an den US-amerikanischen Private-Equity-Investor Clayton, Dubilier & Rice verkauft.

## Internationale Präsenz
Die internationale Expansion der Belron Gruppe ist unter anderem durch Übernahmen beziehungsweise im Rahmen von Franchise-Modellen in Kanada, Neuseeland, der Schweiz, Italien und Griechenland (2000), in Dänemark, Slowenien und der Türkei (2001), in Schweden und der Tschechischen Republik (2002), in Brasilien, Norwegen, Polen und Serbien-Montenegro (2003), in den USA (ab 2005), in Rumänien (2006), in Österreich (2007) sowie in China, Chile, Finnland und Litauen (2009) ausgebaut worden. Das internationale Netzwerk besteht aus über 1800 Servicebetrieben in 32 Ländern auf fünf Kontinenten, 8500 mobilen Einheiten und 24.000 Mitarbeitern.
Belron bietet weltweiten Service und ist in folgenden Ländern unter folgenden Markennamen vertreten:
- O’Brien – Australien
- Carglass – Belgien
- Carglass – Brasilien
- Carglass – Chile
- Carglass – China
- Carglass – Dänemark
- Carglass, junited Autoglas[3] – Deutschland
- Carglass – Estland
- Carglass – Finnland
- Carglass – Frankreich
- Carglass – Griechenland
- Autoglass – Irland
- Carglass – Italien
- Apple Auto Glass, Duro, Lebeau, Speedy Glass – Kanada
- Carglass – Kroatien
- Carglass – Lettland
- Carglass – Litauen
- Carglass – Luxemburg
- Carglass – Marokko
- Smith & Smith – Neuseeland
- Carglass – Niederlande
- Hurtigruta Carglass – Norwegen
- Carglass – Österreich
- Autoglass – Polen
- Carglass – Portugal
- Carglass – Rumänien
- Carglass – Schweden
- Carglass – Schweiz
- Carglass – Serbien
- Carglass – Slowenien
- Carglass – Spanien
- Glass Heroes – Südkorea
- Glass Heroes – Thailand
- Carglass – Tschechien
- Carglass – Türkei
- Carglass – Ukraine
- Carglass – Ungarn
- Safelite – USA
- Autoglass – Vereinigtes Königreich

Davon in folgenden Ländern als Franchise: Ungarn, Chile, Polen, Rumänien, Serbien, Slowenien, Litauen und Finnland.

### Carglass in Deutschland, Österreich und der Schweiz

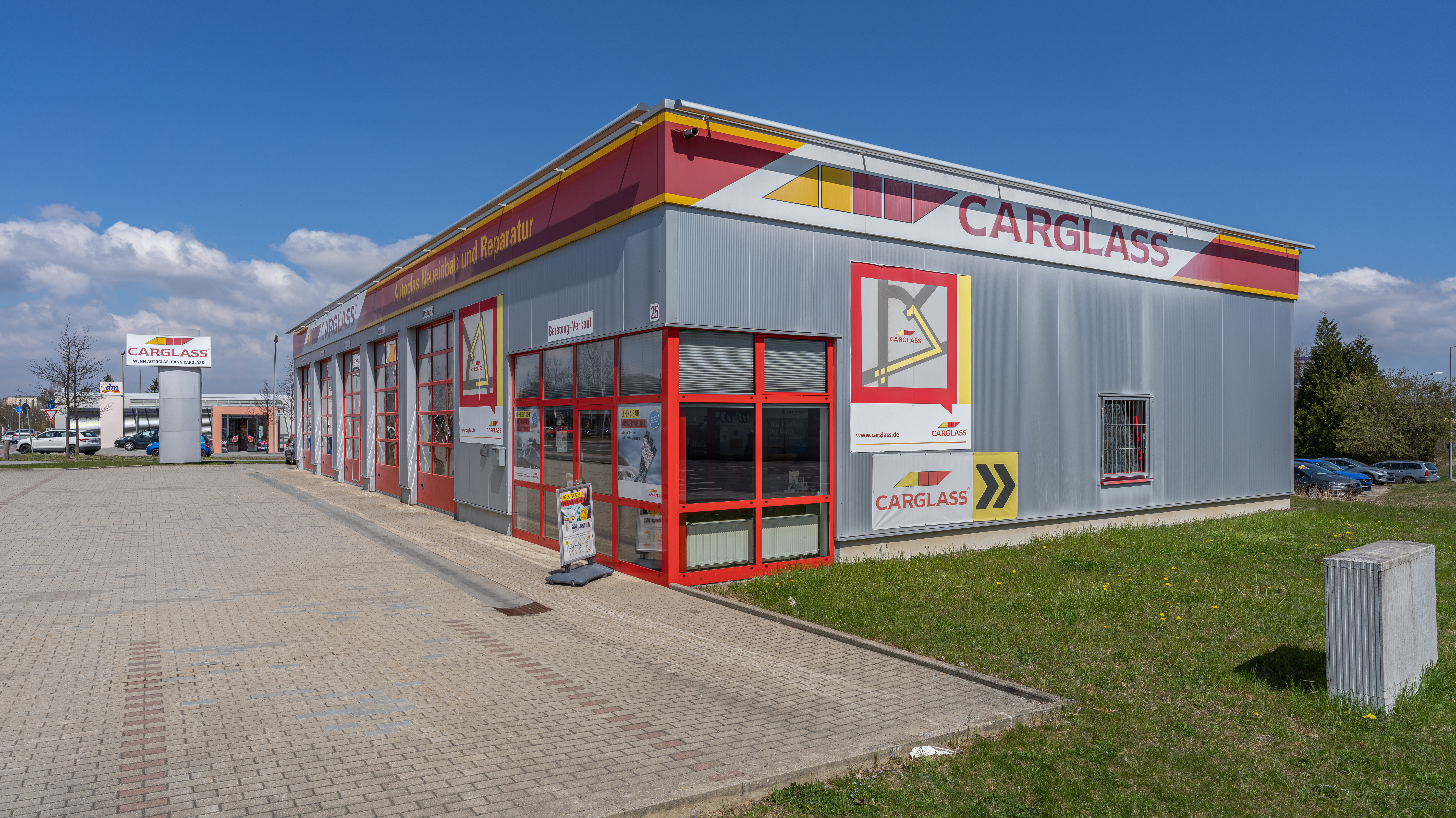
Eine Carglass-Filiale in Deutschland

In Deutschland gibt es über 345 Standorte und 240 mobile Einheiten. In der Schweiz gibt es 22 und in Österreich bisher 20 Standorte. In Deutschland beschäftigt Carglass etwa 2100 Mitarbeiter, davon die meisten in den Filialen. Die Hauptverwaltung der Carglass GmbH in Deutschland mit insgesamt rund 500 Mitarbeitern ist in Köln-Godorf ansässig. Sitz der Carglass Suisse S.A. ist Signy und die Carglass Austria GmbH ist in Wien ansässig.
Die Aktivitäten von Carglass gliedern sich in die drei Geschäftsbereiche Verglasung von Personenkraftwagen (Autoglas), Verglasung von Busfahrzeugen und Verglasung von Schienenfahrzeugen. Im Jahr 2021 kaufte der Glasspezialist das Autoglasgeschäft der Weidener Werkstattkette ATU. Die beiden Unternehmen sind dazu eine Kooperation eingegangen.

#### Werbekampagne
Carglass betreibt eine Werbekampagne, die darauf abzielt, dass Kfz-Besitzer Schäden an Windschutzscheiben bei Carglass beheben lassen, wobei auch mit der möglichen Kostenerstattung durch eine (eventuell vorhandene) Teilkaskoversicherung geworben wird. Nach dem Anstieg von Versicherungsfällen erwogen Versicherungsunternehmen 2012 den Ausstieg aus der Glasbruchversicherung.

### Belron in den USA
Safelite Group, Inc., eine Tochtergesellschaft der Belron NV, ist ein Unternehmen, das im Bereich Fahrzeugglas und Dienstleistung bei Reklamationsabwicklungen mit Sitz in Columbus, Ohio tätig ist. Die Firma gliedert sich in vier Hauptgeschäftsbetriebe: Dienstleistungen im Bereich Fahrzeugglas (Reparatur und Austausch) werden unter anderem unter den Markennamen Auto Glass Specialists, Elite Auto Glass, Diamond Triumph Glass, Safelite Auto Glass erbracht. Dienstleistungen im Bereich Fuhrparkmanagement und Abwicklung von Versicherungsfällen bieten Safelite Solutions LLC sowie Alliance Claims Solutions. Service AutoGlass ist landesweit in den Bereichen Fahrzeugglashandel sowie Montage- und Reparaturmaterialien sowie -werkzeugen tätig. Die Produktion von Windschutzscheiben erfolgt durch Safelite Glass Corp.
Die Safelite Group, Inc. beschäftigt mehr als 9000 Menschen in den gesamten USA. Safelite Auto Glass, Arnie’s Auto Glass Center, Auto Glass Center, Auto Glass Specialists, Cindy Rowe Auto Glass, Diamond Triumph Glass, Elite Auto Glass, JC’s Glass, Midwest Auto Glass Center und Nationwide Auto Glass, die alle zu Safelite gehören, bieten zusammengenommen mehr als 95 Prozent aller Autofahrer in allen 50 US-Bundesstaaten mobile Dienstleistungen im Bereich Fahrzeugreparatur und -austausch an. Als größtes Unternehmen für Reparatur und Austausch von Fahrzeugglas in den USA bedient Safelite mit mehr als 3700 Reparaturtechnikern über 3,1 Millionen Kunden jährlich.
Arbeitsgebiete:
- Auto Glass Specialists / Safelite Auto Glass ist in Iowa, Illinois, Michigan, Minnesota und Wisconsin tätig.
- Cindy Rowe Auto Glass / Safelite Auto Glass ist in Maryland und Pennsylvania tätig.
- Elite Auto Glass / Safelite Auto Glass ist in Colorado tätig.
- Safelite Auto Glass / Arnie’s Auto Glass Center ist in Michigan tätig.
- Safelite Auto Glass / Auto Glass Center ist in Arkansas, Iowa, Illinois, Kansas, Michigan, Minnesota, Missouri, Montana, North Dakota, Nebraska, Oklahoma, South Dakota und Wisconsin tätig.
- Safelite Auto Glass / Diamond Triumph Glass ist in 42 Staaten tätig, ausgenommen in Alaska, Hawaii, Iowa, Kansas, Montana, North Dakota, South Dakota und Wyoming.
- Safelite Auto Glass / JC’s Glass ist in Arizona tätig.
- Safelite Auto Glass / Midwest Auto Glass Center ist in North Dakota tätig.
- Safelite Auto Glass / Nationwide Auto Glass ist in Utah tätig.
- Safelite Auto Glass ist in allen 50 Staaten tätig.

## Belron Technical
Die Forschungs- und Entwicklungsteams von Belron – das konzerneigene Unternehmen Belron Technical – generieren neue Methoden, wie zum Beispiel OPL (one-person-lifting device) unter Carglass bekannt als „Lil Buddy“ oder die neue Austrenntechnik EZI-WIRE – entwickelt um das Heraustrennen und den Austausch großer, schwerer Scheiben zu erleichtern. Außerdem ist Belron an der Entwicklung und dem weltweiten Vertrieb des Glass Medic Systems beteiligt.